# NS 800

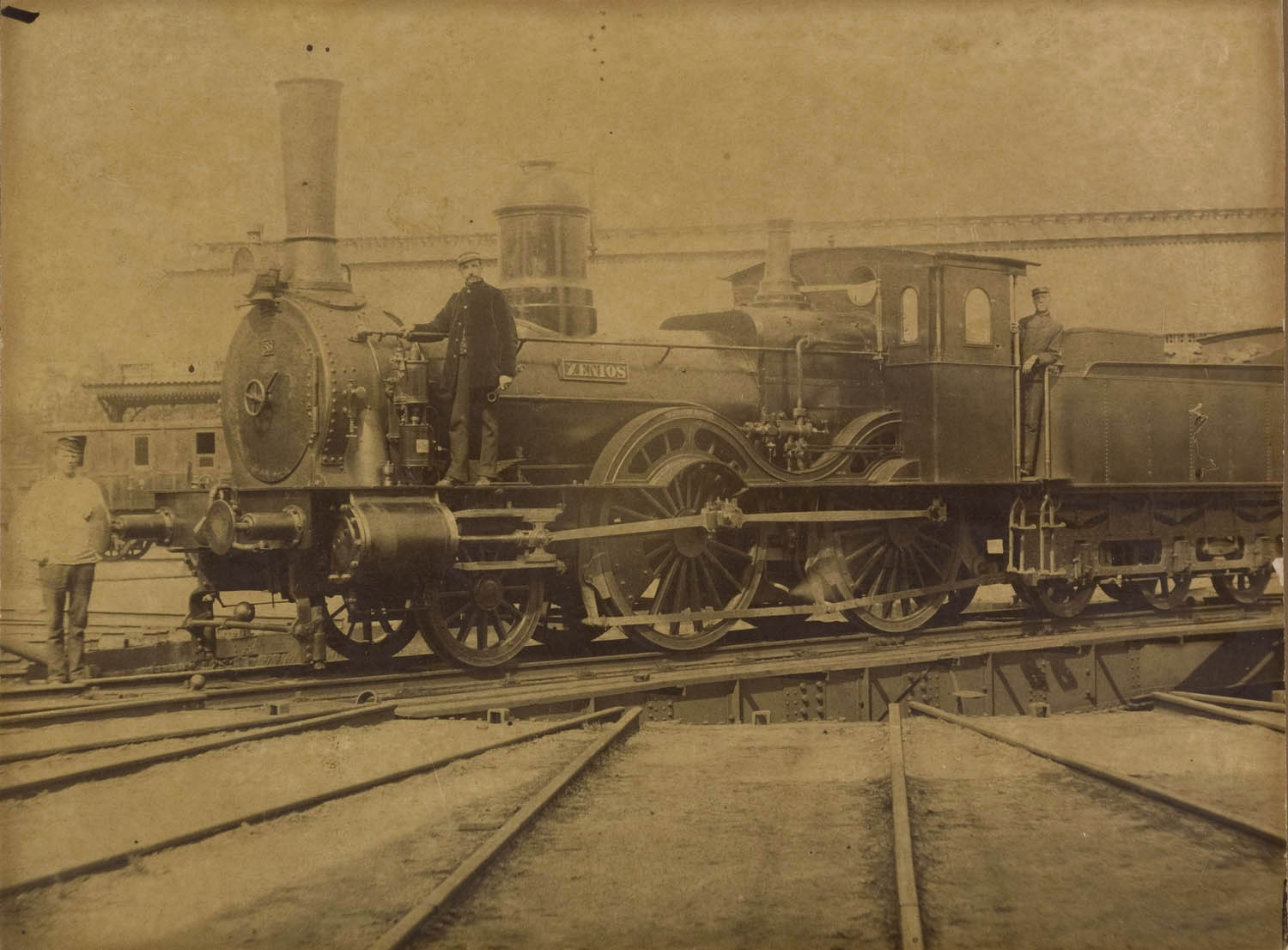
HSM nr. 65 Zenios op de draaischijf in ca. 1885

De serie NS 800 was een serie stoomlocomotieven van de Nederlandse Spoorwegen (NS) en diens voorganger Hollandsche IJzeren Spoorweg-Maatschappij (HSM).
Door de uitbreiding van het spoorwegnet van de HSM met de Oosterspoorlijn naar Amersfoort en vanaf Hilversum naar Utrecht, bestelde de HSM bij Borsig een achttiental locomotieven, welke in 1874 werden geleverd. In 1876 en 1877 volgde nog een nabestelling van acht locomotieven. Naast de volgnummers 43-60 voor de eerste serie en 63-70 voor de tweede serie, werden de locomotieven voorzien van namen.
Bij de samenvoeging van het materieelpark van de HSM en de SS in 1921 kregen de locomotieven van deze serie de NS-nummers 801-826.
In 1923 werden de 807 en 817 afgevoerd. Tussen 1925 en 1927 werden de meeste locomotieven afgevoerd. De 808 hield het tot 1928 uit, de 826 tot 1931 en de 815, 824 en 825 waren in 1932 de hekkensluiters. Er is geen exemplaar bewaard.
| Fabrieksnummer | In dienst | Naam      | HSM nummer | NS nummer | Uit dienst | Bijzonderheden |
| -------------- | --------- | --------- | ---------- | --------- | ---------- | -------------- |
| 3176           | 1874      | Ajax      | 43         | 801       | 1927       |                |
| 3177           | 1874      | Bellona   | 44         | 802       | 1926       |                |
| 3178           | 1874      | Cycloop   | 45         | 803       | 1926       |                |
| 3179           | 1874      | Delios    | 46         | 804       | 1927       |                |
| 3180           | 1874      | Eris      | 47         | 805       | 1926       |                |
| 3181           | 1874      | Faunus    | 48         | 806       | 1925       |                |
| 3182           | 1874      | Glaucus   | 49         | 807       | 1923       |                |
| 3183           | 1874      | Hector    | 50         | 808       | 1928       |                |
| 3184           | 1874      | Irene     | 51         | 809       | 1926       |                |
| 3214           | 1874      | Jason     | 52         | 810       | 1926       |                |
| 3215           | 1874      | Kratos    | 53         | 811       | 1926       |                |
| 3216           | 1874      | Lucifer   | 54         | 812       | 1926       |                |
| 3217           | 1874      | Medusa    | 55         | 813       | 1927       |                |
| 3218           | 1874      | Neptunus  | 56         | 814       | 1925       |                |
| 3219           | 1874      | Orestes   | 57         | 815       | 1932       |                |
| 3220           | 1874      | Pallas    | 58         | 816       | 1926       |                |
| 3221           | 1874      | Rhesus    | 59         | 817       | 1923       |                |
| 3222           | 1874      | Styx      | 60         | 818       | 1927       |                |
| 3502           | 1876      | Vulcanus  | 63         | 819       | 1927       |                |
| 3503           | 1876      | Wodan     | 64         | 820       | 1927       |                |
| 3504           | 1876      | Xenios    | 65         | 821       | 1927       |                |
| 3505           | 1876      | Zeus      | 66         | 822       | 1926       |                |
| 3576           | 1877      | Atreus    | 67         | 823       | 1926       |                |
| 3577           | 1877      | Boreas    | 68         | 824       | 1932       |                |
| 3578           | 1877      | Cerberus  | 69         | 825       | 1932       |                |
| 3579           | 1877      | Deukalion | 70         | 826       | 1931       |                |